# Contea di Dumbleyung
La contea di Dumbleyung è una delle 43 local government areas che si trovano nella regione di Wheatbelt, in Australia Occidentale. Essa si estende su di una superficie di circa 2.540 chilometri quadrati ed ha una popolazione di 632 abitanti.